# Zhar
Zhar (Las obscenidades gemelas) es una deidad ficticia en Mitos de Cthulhu. El ser apareció por primera vez en el cuento "The Lair of the Star-Spawn" ( 1932 ) de August Derleth y Mark Schorer. Todo dentro del universo del escritor Howard Phillips Lovecraft

## Mito de Zhar
Zhar es un Gran Anciano y aparece como una masa colosal de tentáculos. El ser vino de la estrella Arcturus, pero ahora habita debajo de la ciudad enterrada de Alaozar en la meseta de Sung. Lo sirve un culto conocido como la "Hermandad del Viajero Estelar" de Tcho-Tcho. Cuando es invocado por los encantamientos adecuados, Zhar puede proyectarse astralmente en forma de Tulku. También puede transmitir telepáticamente sus impulsos a sus fieles.
Se cree que Zhar está físicamente conectado a su "gemelo", Lloigor, tal vez por una larga extensión de tentáculos. En el sistema de clasificación de Derleth, tanto Zhar como Lloigor son elementales del aire.

## Lloigor
Lloigor es otro monstruo gigantesco que habita debajo de Alaozar con Zhar. Juntos, se les conoce como las Obscenidades Gemelas. Lloigor aparece como un montículo titánico y alado de tentáculos ondulados y también es servido por un culto conocido como la Hermandad del Viajero Estelar de Tcho-Tcho. Tiene el poder de controlar los grandes vientos, que puede usar para atrapar y capturar a cualquier desafortunado que lo encuentre. Al igual que Zhar, Lloigor puede proyectar su imagen cada vez que Arcturus (la estrella de donde vino) está en el cielo.
(Una raza de seres de energía conocida como el Lloigor comparte el mismo nombre con el gran antiguo epónimo; sin embargo, parece que no hay conexión entre los dos).

## Alaozar
Alaozar es una ciudad legendaria y enterrada en la misteriosa meseta de Sung en Birmania (también se cree que Sung es una extensión de la meseta de Leng). Se dice que la ciudad está ubicada en la "Isla de las Estrellas" dentro del "Lago del Terror". Es aquí donde las leyendas afirman que los seres de las estrellas llegaron hace varios milenios. Aunque el sitio real nunca se ha descubierto, el pueblo Tcho-Tcho lo venera como un lugar sagrado porque es el hogar de Zhar y Lloigor.